# Háttatal
Das Háttatal der Snorra-Edda, das Verzeichnis der Versarten, ist der vierte Teil des Skaldenlehrbuchs von Snorri, das um 1222 beziehungsweise 1223 entstanden ist. Snorri selbst verfasste dieses Gedicht, das aus 102 Strophen besteht, in denen er verschiedene Versmaße skaldischer Dichtkunst präsentiert. Es gilt daher als unübersetzbar.
Das Háttatal ist eine Verslehre, der Snorri außerdem einen kommentierenden Prosatext beifügte. Darüber hinaus ist das Gedicht
- eine Aufzählung aller Snorri bekannten, beziehungsweise von ihm als repräsentativ empfundenen germanischen  altnordischen Versformen;
- ein Preisgedicht auf Snorris Freund Jarl Skúli und den norwegischen König Hákon Hákonarson.

Inhaltlich besteht das Háttatal aus drei Teilen:
- von denen der erste (Strophe 1–30) König Hákon,
- der zweite (Strophe 31–67) Jarl Skúli und
- der dritte (Strophe 68–102) beiden Männern gewidmet ist.